# Lew Beck
Pour les articles homonymes, voir Beck.
Lew Beck, né le 19 avril 1922 à Portland, dans l'Oregon, mort le 3 avril 1970 à Great Falls, dans le Montana, est un joueur américain de basket-ball. Il évolue au poste d'arrière.

## Palmarès
- Champion olympique 1948